# Усть-Брянь
Усть-Брянь (рос. Усть-Брянь) — село Заіграєвського району, Бурятії Росії. Входить до складу Сільського поселення Усть-Брянське.
Населення — 1395 осіб (2015 рік).